# Amiral Gorchkov (porte-avions)
Pour les autres navires du même nom, voir Amiral Gorchkov.
Le Bakou, nommé ensuite Amiral Gorchkov puis INS Vikramaditya, est un porte-avions STOBAR de classe Kiev lancé en 1982. En service dans la marine soviétique de 1987 à 1991, il est rebaptisé lors de son service dans la marine russe de 1992 à 2004, puis à nouveau lorsqu’il est vendu en 2004 à la marine indienne, dans laquelle il entre en service le 16 novembre 2013 après d’importantes modifications.

## Histoire

### Projet 11433/Bakou/Amiral Gorchkov

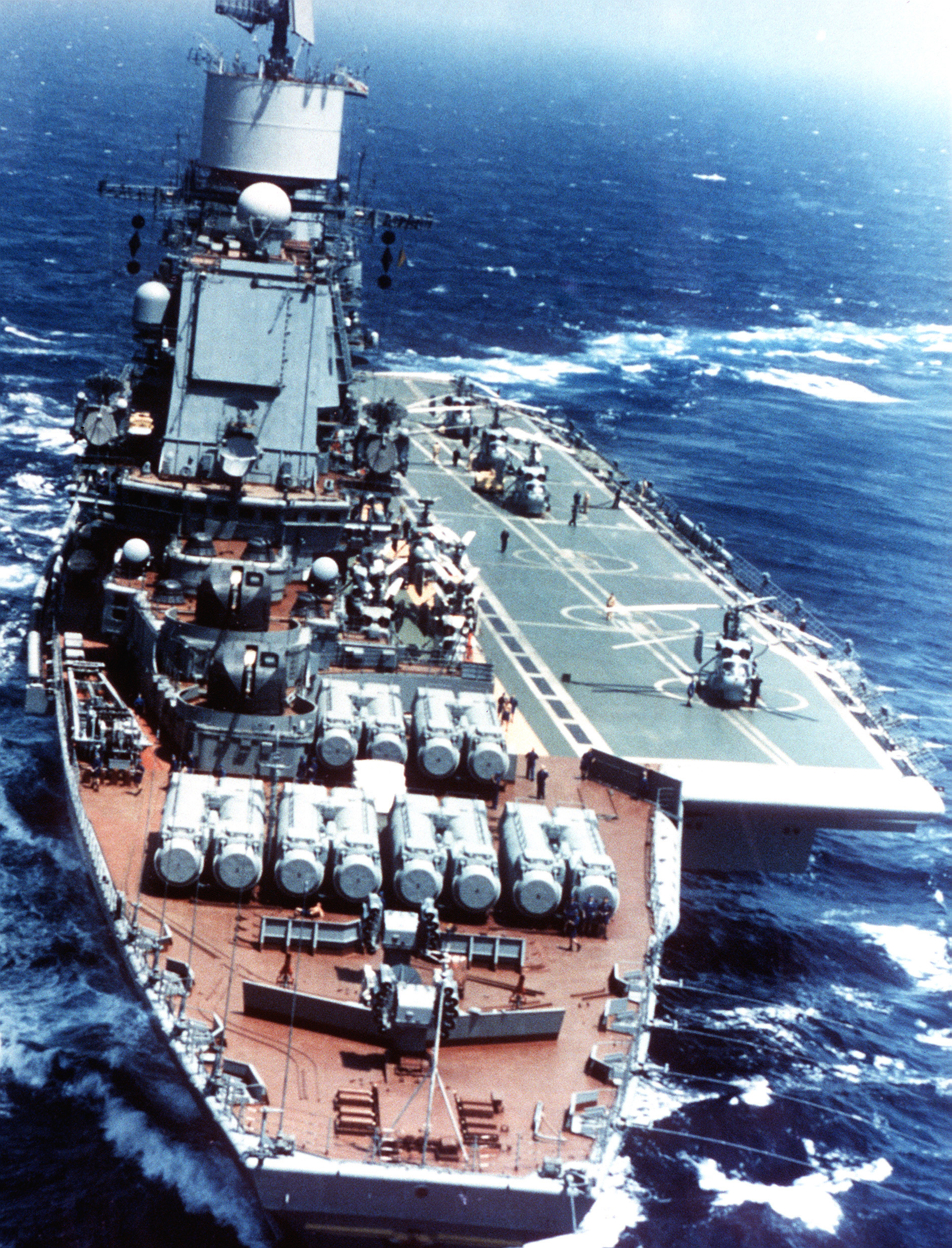
Le porte-aéronefs Baku (CVHG-103) de classe Kiev en 1988.

Les performances limitées du Yak-38 Forger poussent au développement du Yakovlev Yak-141 supersonique ; la construction d'un navire de classe Kiev adapté à cet avion est décidé : le deuxième exemplaire du Projet 11433 (tête de série, Novorossiïsk) est équipé d'un armement antinavire alourdi et amélioré dans son design.
La quille du Bakou (pour Bakou) est posée fin 1978 aux chantiers Chernomorskiy de Nikolaïev en Ukraine. Quelques erreurs du système de commandement entraînent un retard de mise en service, qui intervient en 1987. En 1990, la dislocation de l'URSS permet à certaines républiques de devenir indépendantes (dont l'Azerbaïdjan). Le navire ne peut plus s'appeler Bakou car il s'agit maintenant de la capitale (Bakou en français) d'un pays étranger. Ainsi, le Bakou est renommé Amiral Gorchkov, en l'honneur de l'amiral Sergueï Gorchkov, mort en 1988, qui a été le commandant en chef de la Marine soviétique et le dernier amiral de la flotte de l'Union soviétique.
L'effondrement de l'URSS bloque le développement du Yak-141 et cet avion ne pourra équiper l'Amiral Gorchkov.
En 1994, une explosion de la chaudière impose des réparations.

### La vente du navire
Le 29 janvier 2004 après des années de négociations, la Russie et l'Inde signent un accord pour la vente de l'Amiral Gorchkov. Le porte-avions est cédé gratuitement mais l'Inde doit payer 947 millions de dollars pour les équipements du navire (plus 800 millions pour le moderniser). Les équipements comprenaient les systèmes d'armements (missiles, artillerie et torpilles) mais aussi des aéronefs (16 MiG-29 et 4 Kamov Ka-27). Le contrat prévoit, en outre, la livraison de pièces de rechange et la formation du personnel indien. En novembre 2007, la Russie réclame 1,2 milliard de dollars supplémentaires, portant le coût d'acquisition à 2,2 milliards, qu'accepte l'Inde en décembre 2008. En février 2009, le chantier naval russe demande une nouvelle rallonge de 700 millions pour finaliser la modernisation, ce qui porterait le coût du bâtiment à 2,9 milliards de dollars.

### INSVikramaditya

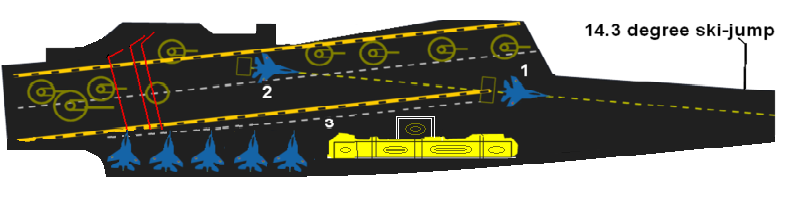
INS Vikramaditya peut lancer 2 avions de combat successivement.

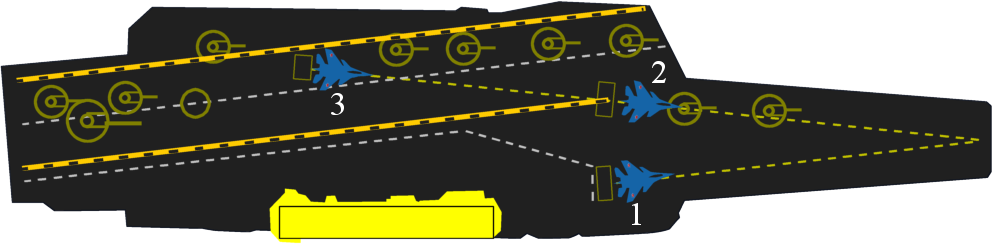
Admiral Kuznetsov peut lancer 3 avions de combat successivement.

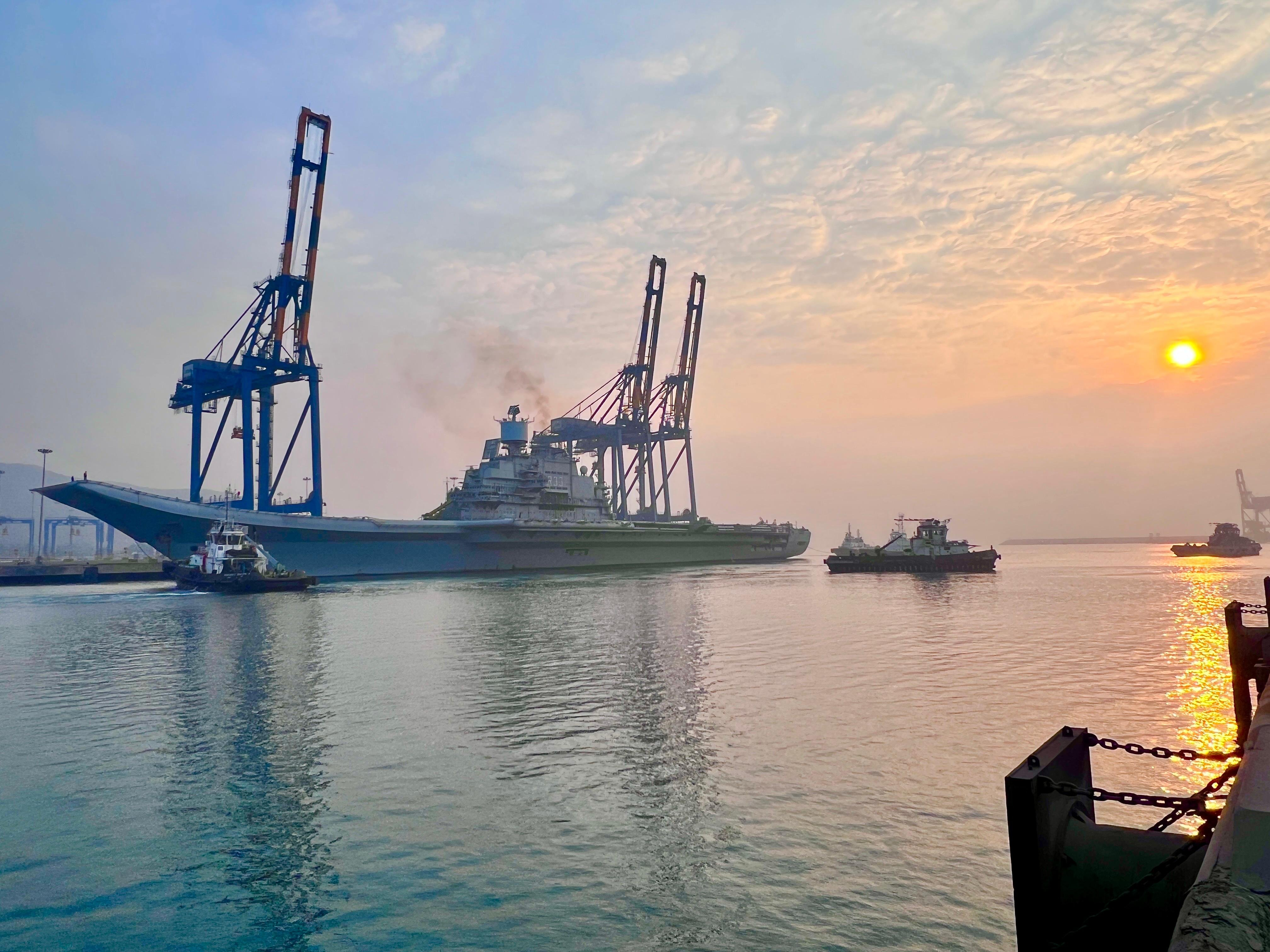
Lors de l'Exercice naval multilatéral Milan de 2024.

La marine indienne décide de transformer le porte-avions pour lui permettre d'utiliser des avions à décollage court et atterrissage avec brins d'arrêt (STOBAR). Ainsi, l'INS Vikramaditya pourra emporter des avions classiques à décollage relativement court en les faisant décoller à l'aide d'un tremplin et en les récupérant grâce à des brins d'arrêt. Mais ces modifications (et autres modernisations) entraînent un retard de livraison et une hausse des coûts, lesquels s'établissent finalement à 2,3 milliards de dollars américains, contre 771 millions de dollars initialement.
Initialement prévue pour 2008, l'entrée en service de l'INS Vikramaditya est finalement intervenue le 16 novembre 2013. Elle entraîne la prolongation de vie de l'INS Viraat et de ses 7 Sea Harrier encore disponibles (dont souvent un seul reste opérationnel) jusqu'en 2016.

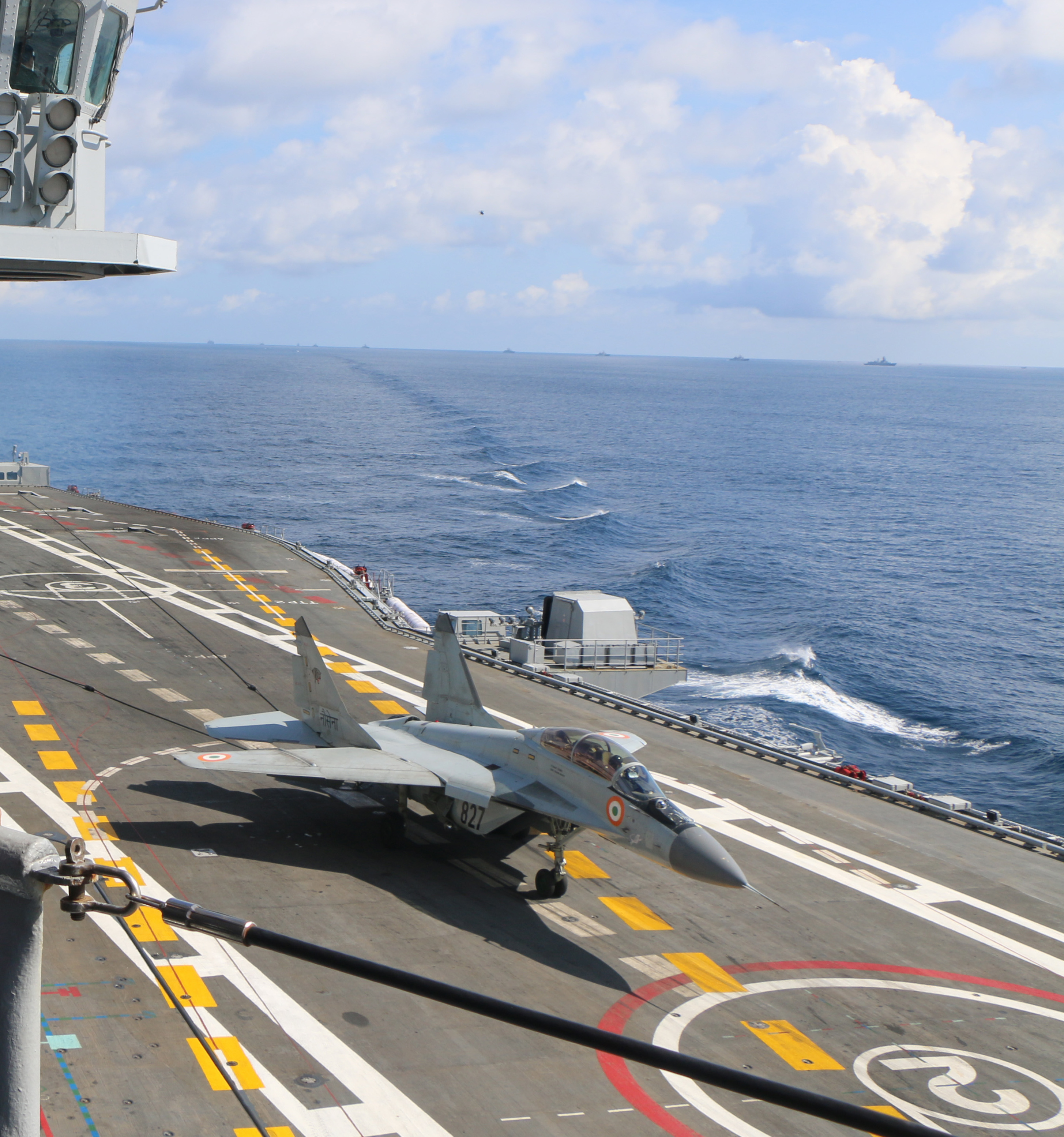
MiG-29K

La première escadrille de l'aéronavale indienne équipée de cet appareil est déclarée opérationnelle le 11 mai 2013, la Indian Naval Air Squadron (INAS) 303 Black Panther (en) se compose de 12 MiG-29 K monoplaces de combat et de 4 KUB biplaces d'entrainement. 45 MiG-29K ont été livrés au total entre 2009 et 2017. Sa propulsion est assurée par huit chaudières diesel produisant une poussée combinée de 180 000 chevaux , qui lui assurent une vitesse supérieure à 56 km/h (30 nœuds). La capacité d'emport de 8 000 t de diesel offre une autonomie d'environ 7 000 milles marins (12 964 km). Six alternateurs turbo et six alternateurs diesels génèrent une puissance électrique de 18 mégawatts afin de faire fonctionner ses équipements.
La version navalisée du chasseur HAL Tejas effectue son premier appontage le 11 janvier 2020.